# El dia de l'òliba
El dia de l'òliba (títol original en italià: Il giorno della civetta) és una pel·lícula italia sobre la Mafia dirigida per Damiano Damiani el 1968, inspirada en la novel·la homònima de Leonardo Sciascia. Ha estat doblada al català.
Aquest film ha estat nominat a l'Os d'or de la Berlinale el 1968.

## Argument
Sicília, 1961. L'oficial Bellodi, dels Carabiners ha de portar una investigació sobre l'homicidi de Salvatore Colasberna, cap d'una empresa de construcció ha estat assassinat per haver-se negat a confiar un taller a una empresa protegida per la màfia. L'homicidi s'ha produït prop de l'habitatge de Rosa Nicolosi, del seu marit i de la seva petita filla. El capità Bellodi aconsegueix arrencar a Rosa la confessió que el seu marit li ha confiat haver vist al llarg de la carretera, el dia del crim, un cert "Zecchinetta", nom que és confirmat per un informador de la policia, "Parrinieddu". Mentrestant, el cap local de la màfia, Don Mariano Arena, intenta disfressar l'homicidi de Colasberna de crim passional, i fa anar les pistes cap a Nicolosi: ha matat el cap d'empresa com l'amant de la seva dona.
El capità no creu en aquesta versió i busca el cos de Nicolosi, que pensa ha estat mort com a testimoni molest; de cos, no trobarà més que el de "Parrinieddu", mort per compromès. La investigació porta a la detenció de Don Mariano, però gràcies a les seves amistats polítiques, és alliberat i Bellodi és traslladat.

## Repartiment
- Claudia Cardinale: Rosa Nicolosi
- Franco Nero: Capità Bellodi
- Lee J. Cobb: Don Mariano Arena
- Tano Cimarosa: Zecchinetta (com a Gaetano Cimarosa)
- Nehemiah Persoff: Pizzuco
- Ennio Balbo
- Ugo D'Alessio
- Fred Coplan
- Giovanni Pallavicino
- Giuseppe Lauricella
- Vincenzo Falanga
- Laura De Marchi: filla de Don Mariano
- Brizio Montinaro
- Lino Coletta
- Vincenzo Norvese
- Serge Reggiani: Parrinieddu

## Premis i nominacions

### Premis
- 1968: David di Donatello al millor actor per Franco Nero[2]
- 1968: David di Donatello a la millor actriu per Claudia Cardinale[2]
- 1968: David di Donatello a la millor producció per Ermanno Donati i Luigi Carpentieri[2]
- 1969: Nastro d'argento al millor productor per Luigi Carpentieri i Ermanno Donati[2]

### Nominacions
- 1968: Os d'Or al director Damiano Damiani[2]